# 西流寨开发区
西流寨开发区是中华人民共和国山西省长治市屯留区下辖的一个类似乡级单位。

## 行政区划
下辖以下地区：
西流寨村、黑家口村、吴寨村、大会村、河长头村、马家庄村、中里村和南村。